# Syngamia liquidalis
Syngamia liquidalis là một loài bướm đêm trong họ Crambidae.